# Badeanstalt
En badeanstalt er som navnet siger et sted hvor man kan tage bad. Mange lejligheder i byerne havde op gennem forrige århundrede ingen badefaciliteter, hvorfor både offentlige og private instanser etablerede denne bademulighed, til tider i sammenhæng med en svømmehal eller friluftsbad. 
Den første badeanstalt i København blev anlagt allerede i 1785 og i 1825 blev den første permanente badeanstalt Rysensteens Søbadeanstalt etableret. Rysensteens lå hvor langebro ligger nu på amagersiden dvs lige ved siden af der hvor Havnebadet Islands Brygge ligger nu.